# Albert Hammond
Albert Hammond, OBE (Londres, 18 de Maio de 1944) é um cantor, compositor e produtor musical nascido na Inglaterra, porém passou sua infância em Gibraltar, mudando-se posteriormente para os Estados Unidos onde começou sua carreira musical.

## Vida Pessoal
Hammond nasceu na cidade de Londres, Inglaterra, para onde sua família havia se mudado de Gibraltar durante a Segunda Guerra Mundial. Sua família retornou a Gibraltar logo após seu nascimento, onde ele cresceu.
Seu filho, Albert Hammond Jr. também seguiu os passos do pai, e é atualmente guitarrista da banda The Strokes, além de que em 2006 iniciou uma carreira solo paralela.

## Carreira
Em 1960 começou sua carreira musical com a banda de Gibraltar 'The Diamond Boys', que não teve nenhum sucesso comercial real, mas desempenhou um papel importante na sua introdução à música popular espanhola. Os Diamond Boys fizeram algumas apresentações nas primeiras discotecas de Madrid, onde conviveram bandas modernas com os pioneiros do rock and roll espanhol, como Miguel Ríos. Em 1966, Hammond co-fundou o grupo vocal britânico "The Family Dog", cujo "A way of Life" alcançou a décima posição nas paradas britânicas em 1969.
Compositor de hits dos anos 70 como "It Never Rains in Southern California", a música se tornou o número cinco na American Billboard Hot 100 e teve um milhão de cópias vendidas em todo o mundo. Hammond também escreveu e gravou em espanhol. Compôs músicas para outras bandas ("Gimme Dat Ding" para o The Pipkins e "The Air That I Breathe" para o The Hollies).
Albert Hammond pertenceu fazia parte do grupo musical "Family Dogg" que atingiu o topo com "Way of Life". Em 1974, Hammond teve o seu maior sucesso, "The Free Electric Band". Trabalhou com Mike Hazelwood, falecido em 2001.
Nas décadas de 1980 e 1990, Albert escreveu várias canções de enorme sucesso, como "Nothing's Gonna Stop Us Now" (interpretada por Starships e indicada ao Oscar, Globo de Ouro e Grammy), "I Don´t Wanna Live Without Your Love ” (interpretada por Chicago),“ Through The Storm ”(interpretada por Aretha Franklin & Elton John),“ Don´t Turn Around ”(interpretada por ASWAD, Neil Diamond e Ace Of Base, que alcançou o terceiro lugar nas paradas. paradas mundiais), “Give A Little Love” (interpretada por Ziggy Marley & The Melodymakers), “It Isn´t, It Wasn´t, It Ain´t Ever Gonna Be” (interpretada por Whitney Houston & Aretha Franklin ”) e "Don't You Love Me Anymore" (interpretada por Joe Cocker).